# 李容洙
李 容洙（イ・ヨンス、이용수, 英: Lee Yong Soo, 1928年12月13日 - ）は、元日本軍慰安婦と主張し、その国際的な問題解決を求めている韓国の社会運動家。
韓国挺身隊問題対策協議会：略称 挺対協（現在の日本軍性奴隷制問題解決のための正義記憶連帯：略称 正義連）の支援の下で、韓国国内はもとより、アメリカ合衆国下院121号決議や女性国際戦犯法廷など、国際社会への発信活動においても中心的役割を果たした。しかし、集まった基金の分配をめぐり正義連と対立。2020年5月に元挺対協代表の尹美香は、李は慰安婦ではないと示唆した。

## 人物

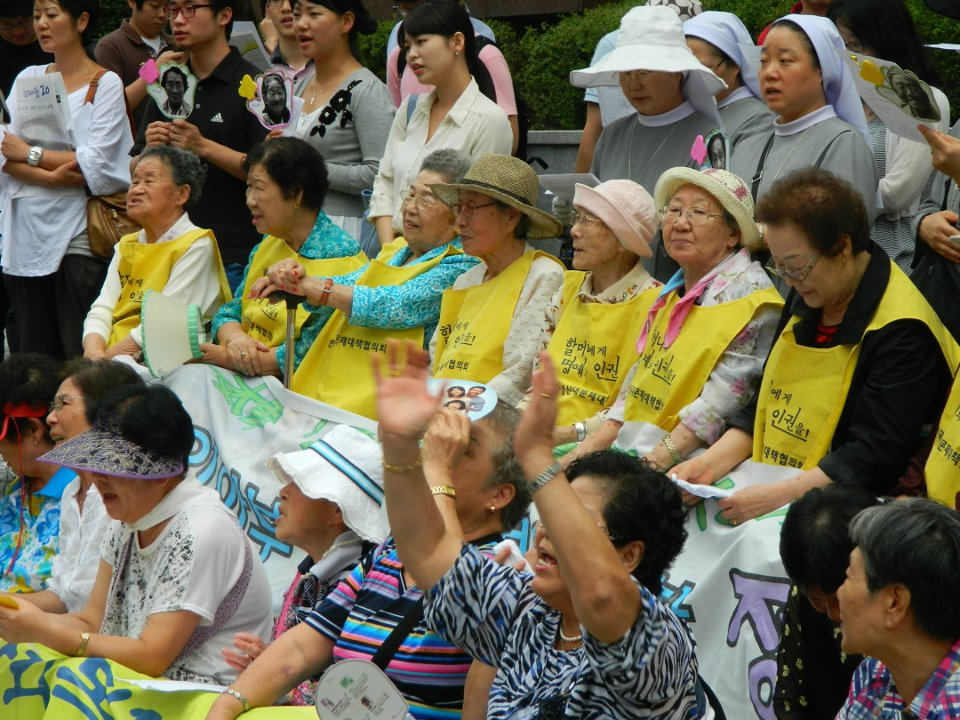
李容洙（右端の黄色いシャツの人物）。在大韓民国日本国大使館前にて行われる慰安婦への謝罪と補償を求める水曜集会にて（2011年8月）

2007年、米下院で「民間業者の甘言に乗せられた家出娘」を演出し、2週間後に来日して議員会館や外国特派員協会で「軍人が夜半に押し入り刃を突き付けて連行された」と語った。傍聴していた秦郁彦は、途中で付き添いの中年女性が何か囁き、米下院での証言の筋書きに切り替える場面を目撃したという。
この慰安婦問題で「私は慰安婦だ、その慰安婦が語る事は真実だ」と豪語してきた李は、2020年5月7日に大勢の集会で、「学生たちが尊いお金と時間を使っているのに、集会は憎悪を教えている」「学生たちに良い影響を与えず、集会はなくすべきだ」、「集会への参加学生からの募金はどこに使われるか分からない」と指摘し、正義連の前理事長で４月の総選挙で国会議員に初当選した尹美香（ユン・ミヒャン）が「李さんから支持されている」と韓国メディアに語ったことを「全部でたらめだ」と否定。その上で「尹氏が国会議員になってはならない」「募金・基金は慰安婦被害者のために使うべきだが、そのように使ったことがない」等と名指しで非難した。
これに対して元挺対協代表尹美香国会議員は、「2015年の韓日（慰安婦）合意で朴槿恵（パク・クネ）政権が受け取った10億円について、李さんの記憶は変わっていた。ほかの（慰安婦被害者の）方々は10億円については受け取ったことを知っていたが、李さんだけは知らなかったと言った」と語り、さらには「李の当初の証言では、『私は被害者ではなく、私の友達が…』だった」と、李の重大な経歴詐称を告発、事実上非難した。
1992年以来両名は活動を共にしてきたが、尹がそれを梃子に与党「共に民主党」の国会議員まで上り詰める一方で、李は金銭の不満を漏らし仲間を非難し、その過程で互いに「性奴隷慰安婦」の捏造を暴露し合う事態となった。
1992年から30年近く「性奴隷慰安婦」役を立派に演じて韓国国家に（これまでの所は）多大な貢献をした李容洙は、これまで「慰安婦」である事を疑われ、その経歴や証言の矛盾等も指摘されながら、そんな事に聊かも動揺することなく、一時は政府高官をも叱り飛ばして「性奴隷慰安婦」を演じ続けて来た名女優に、「女優名演技賞」と金一封を添えて文大統領が贈呈すれば、この様な世界に恥を晒すような結果にはならなかったであろう」、と「性奴隷慰安婦」を世界的に推進した人々から残念がられた。
2020年5月16日、長い間、慰安婦の歴史歪曲を告発してきたメディアウォッチのピョン・ヒジェ代表顧問が慰安婦像の前で李の虚偽証言と尹の慰安婦商売を同時に批判する記者会見を開いた。この日の記者会見には反日銅像真実究明共同対策委員会（共対委）で国史教科書研究所所長の金柄憲と『反日種族主義』の著者の一人である博士の鄭安基も出席した。金は『ニセモノ慰安婦イ・ヨンス』と『偽りの慰安婦像』問題と関連特別演説をした。

## 経歴
日本統治時代の朝鮮・慶尚北道大邱府生まれ。1944年に慰安婦として連れてかれて、「1947年まで慰安所で拷問も受けたと」している。1992年6月25日、被害者であると公表した。
韓国京畿道広州市にあるナヌムの家に拠を構え、韓国や日本の市民団体などの招聘に応じて政治運動のパフォーマンスを行っている。1992年から岡崎トミ子参議院議員らの支援を受けて、日本国の総理大臣と天皇に対して、謝罪と賠償要求、THAAD配備決定以降は撤回を求める政治運動を行っている。2012年3月11日「国会議員になれば日本の天皇から謝罪と賠償を必ず受ける」として第19代総選挙 (大韓民国)に民主統合党に比例代表候補への立候補申請をしたり、村岡崇光、尾山令仁などの日本人のキリスト教徒に赦しを与えるなどの活動もしている。
2015年、韓国最大の女性法曹団体である韓国女性弁護士会がイ・ヨンスなど元慰安婦であったことを名乗り出た韓国人女性53人をノーベル平和賞候補に推薦する方案を推進することを発表した。
2020年5月7日「自分は挺対協に利用された」「義援金が被害者に使われたことはない」「28年間にわたり続けてきた水曜集会（旧日本軍慰安婦問題の解決を求めて毎週水曜に開かれる定期デモ）に、これ以上参加しない」と明らかにした。
第21代総選挙で共に市民党から当選した元挺対協代表尹美香は8日、「当党が把握したことによると、李さんの周辺にいらっしゃる方によって少し記憶が歪曲されたようだ」と話した。
2020年5月9日、尹美香がイ・ヨンスの経歴詐称を公表した。「(イ・ヨンスが)1992年に告発の電話をかけてきた時、蚊の音ほどの声で震えながら、『私は被害者ではなく、私の友達が…』と話し出した当時の状況を昨日のことのように覚えている」とした。。

## 主張
「日本国の総理が私の前にひざまずいて公式謝罪し、賠償しなければならないし、そうすることが日本の子孫たちが平和に住めるようになる道だ」と主張し、自分の証言に異論を唱える日本人に対しては「犬同然なやつらよ、私は朝鮮の娘だ。お前らが踏み付けてからもお詫びしない理由は何か」「慰安婦を名乗る女性が死ぬことだけを待つ汚い人間たちの前で、私は絶対死なないでしょう。200年生きて、彼らの末路を私が見るつもりです」と非難している。慰安婦問題日韓合意の成立後も日本に対する謝罪と賠償を求めており、「慰安婦像を東京のど真ん中にも建て、その前を行き交う日本人が申し訳なかったと頭を下げるようにする」と日本で開催された講演会で訴えた。

### アメリカ合衆国下院121号決議
アメリカ合衆国下院121号決議に関する審議では、「日本は1994年以後、何回も総理発言を通じて慰安婦問題を謝った。一体いつまで謝りなさいというのか」「現在の日本が前の世代の過ちによって処罰されてはいけないだろう」（ダナ・ローラバッカー議員）「慰安婦の中で、283人がアジア女性基金からお金をもらっている」（スティーブ・シャボット議員）などの指摘に対して、イは5分だけ許された発言時間を無視して、1時間以上も発言を続け、「日本のお金を全部かき集めてくれると言っても、私は受けないだろう」と米国議員たちの前で泣き叫ぶパフォーマンスを見せて圧倒し、法案成立の一助とされた。韓国では、これを題材とした映画が制作されている。

### 韓国挺身隊問題対策協議会批判
李容洙は、2015年に週刊誌「未来韓国」のインタビューで、韓国挺身隊問題対策協議会（挺対協）を「当事者（元慰安婦）の意見も聞かず、日本との協議を拒否している」「日本が話し合おうといっているのに。会わずに問題が解決できようか」「なぜ自分たちの思うままにやるのか分からない」と批判した。挺対協が在韓日本大使館前で毎週行っている水曜デモについても「何のためにしているのか分からない。ただ、『謝罪しろ』『賠償しろ』と叫んで集会の回数をこなせばいいというものではない」「抗議を毎週やれば性格も態度も悪くなり、健康にもよくない。挺対協の人たちは闘争家の側にいるようだ」と批判した。自らの証言についても「証言は私の命同然なのに、挺対協は本人に確認もせず、事実とは異なる証言集を出した」「静かな場所で証言を聞かねばならないのに、食事をしながら問答したのが大部分。そのために、証言にはめちゃくちゃになったものが多い」と批判した。さらに韓国政府に対しては「日本から援助を受け浦項製鉄を作り、京釜高速道路を建設したのはいいことだ。あの時の金で（韓国が）経済発展をしたのなら、今度は韓国政府が慰安婦問題の解決に積極的になり、日本に先立ち私たちに賠償してほしい」「問題を解決するなら、韓国政府が慰安婦団体と被害者らを一つの場に集めて議論し、意見を聞かなければならない。そうすれば、被害者らが何を望んでいるかが分かり、解決策が出てくる」と述べている。

## 活動履歴
- 2000年、女性国際戦犯法廷にて慰安婦として金君子らと共に証言。
- 2004年12月3日、岡崎トミ子衆議院議員や神本美恵子参議院議員の紹介で角田義一参議院副議長や細田博之官房長官と面談。「私の青春を奪った日本軍、日本政府を許すことはできない。」など激しく糾弾を行った[27]。
- 2006年10月3日、「古今東西、慰安婦はいても、従軍慰安婦はいない」と発言した上田清司埼玉県知事に抗議するため、支援者たちと埼玉県庁に訪問。知事と面会の約束は取っていなかったため、県議会議事堂に移動中の知事を取り囲んで抗議を行なった。この後、記者会見を開いたイは「私は当事者。知事の目の前ではっきりと証言したかった」と述べた[28][29]。
- 2007年11月17日、吉見義明らが立ち上げた連帯ネットワーク慰安婦問題解決オール連帯ネットワークの旗揚げ集会で講演を行う。
- 2007年2月23日、日朝協会主催の「イ・ヨンスさんのお話を聞く会」のため来日。この集会は、女性国際戦犯法廷で『慰安所は有料だが、強姦なら無料』という理由で中国人女性を強姦したことを証言した中国帰還者連絡会の金子安次も参加し、イの発言を支持した。（集会後、イは金子と握手し、仲良く記念撮影をしている。）[30]。
- 2007年3月1日、上田清司埼玉県知事と面談し、「私は確実な被害者です。16歳（数え年）で台湾の特高隊員に連れ去られた。1946年に帰国したがその時は両親が亡くなっていた。知事は両親も殺したのですよ。」と謝罪を求めた。（知事は、「従軍はあったが（従軍）慰安婦はなかった。戦争の時は常に起こりうることだ。これからは平和のために頑張りたい。隣の国だし友好関係になれるように努力する。」と述べるに留まった。）[31]。
- 2007年3月2日、日本外国特派員協会で記者会見し、「強制はなかったとか慰安婦はいなかったとか日本は言っているが、私が慰安婦として強制連行された当事者であり、証人だ」と批判した。
- 2007年4月27日、安倍晋三総理大臣がワシントン市にある日系アメリカ人の戦没者記念碑に献花をするために訪問すると、それに合わせてワシントン市内で、韓国系市民団体と一緒に抗議デモを行った[32]。
- 2007年4月28日、アメリカ合衆国のハーバード大学ケネディー・スクールで、「1944年に強制連行された後、繰り返された無差別な暴行・強姦・拷問を受けた」と証言し、アメリカ合衆国下院121号決議への支持を訴えた[33]。
- 2007年4月29日、ボストン都心観光名所であるクィンシー・マーケット近隣で市民たちを相手に、日本の蛮行を喧伝し、米下院軍隊慰安婦決議案採択を促す署名運動を行った[34]。
- 2007年6月14日、参議院会館前で行われた『旧日本軍の性暴力被害者に謝罪と賠償を求める国会前スタンディング』に参加するために来日[35]。
- 2007年7月30日、アメリカ合衆国下院121号決議が成立すると、記者会見で「決議案は真実と正義が勝つということを立証してくれた。米国と国際社会の良心の勝利だった」「米国議会が私の恨みを晴らしてくれた。日本は私の前で謝罪し、賠償すべきだ」と絶叫した[36]。
- 2007年11月1日、埼玉県平和資料館が、常設展示の年表中にある「従軍慰安婦」の表記を「慰安婦」に変更したことを巡り、元に戻すよう求める市民団体に招聘され「『従軍』なしでは強制された事実が伝わらない」と宍戸信敏館長らと訴えたが、宍戸館長は「検討した結果。変えるつもりはない」と退けた[37]。
- 2009年3月4日、従軍慰安婦問題について日本政府が「日韓条約で解決済み」と主張しているため、日本政府に「日韓会談文書」を全面情報公開するよう求めている裁判に参加し、東京地方裁判所で証言を行う。その後の記者会見で「なぜ被害者の私が日本に来て法廷で訴えなくてはならないのか？と思うと涙が出てきた。」と話した[38]。
- 2009年10月28日、衆議院第二議員会館で開催された戦時性暴力問題連絡協議会の主催による院内集会に参加するため、尹美香挺対協共同代表と一緒に来日[39]。
- 2011年07月18日、日本軍『慰安婦』問題の早期解決をめざす宮城の会（一戸葉子事務局長、仙台市青葉区）が主催する集会に参加するため来日。[40][41]。
- 2011年8月31日、韓国の金星煥外交通商部長官に対して、日本軍「慰安婦」問題解決および法的責任を追及する外交政策を即時に履行するように公式書簡を送った[42]。
- 2011年12月11日、ニューヨークの国連駐在日本代表部に韓国人の支援団体などを引き連れて訪問。対応した木村公使に「日本は一日でもはやく謝罪し賠償しなければならない」「日王（天皇のこと）が私の前にきてひざまずいて謝罪しなければならない」などと求めたが、木村公使は日本政府の公式見解を繰り返した[43]。
- 2011年12月15日、アメリカ合衆国ニュージャージー州パリセイズ・パークの韓国人有権者センターが同市の市立図書館に建立した「日本人が20万人の女性を拉致した」と記されている慰安婦の碑を李玉善と一緒に訪問し、記者たちの見ている前で号泣した[44]。
- 2015年4月、日本の安倍首相の訪米が訪米し、上下両院合同会議で演説が決定すると、従軍慰安婦への謝罪を演説に入れるように要請。合わせて、議会前で抗議活動を行った[45][46]。
- 2015年5月、植村隆とロサンゼルスで合同講演を行い、植村と李は日本の歴史修正主義者と戦うことを宣言した[47]。
- 2016年3月、慰安婦問題日韓合意を無効化するため、米国ワシントンで開かれる核安全保障サミットに合わせて訪米し、キャンペーン運動を行うことを表明した[48]。
- 2016年7月1日に北朝鮮の新たな核実験成功という脅威に弾道弾迎撃ミサイルTHAADの韓国への配備計画を決めた朴槿恵政権の決定に対して、韓国政府に慰安婦認定された高齢者二人を加えた6人で韓国国際協議会(International assembly of Republic of Korea)にて反対表明をして、「サードを青瓦台(韓国大統領府)に配備して朴槿恵大統領が安全性を証明せよ」と公式記者会見を開いて政権糾弾を行った[49]。
- 2019年2月1日の金福童の路祭（路上で行われる葬儀）にて、ソウル広場からソウル鍾路区(チョンノグ)の旧駐韓日本大使館に向けて運柩を行ったあと到着した少女像の前にて次の発言を行った。「私たちには何の罪もありません。15、16歳の幼い頃、爆弾が降り注ぐところで生き延びました。そのときは朝鮮でした。今は大韓民国です。それなのに未だに罪もない私たちに妄言ばかり発している大韓民国…とても悲しくて残念です」[50]。
- 2022年8月4日、ナンシー・ペロシ米下院議長がアジア歴訪の一環で韓国を訪れた際、面会を試みて支援団体とともに国会を訪れ国会警護員の指示に従いペロシが通りかかるのを待っていたが、警護員がペロシの導線から李の乗る車椅子を移動させようと試み、李がこれに抵抗したため警備員が無理に移動させようとし、その際に李は椅子から落ち手を負傷した[51]。

## 『証言』の変遷
李の証言については「国民服を来た日本人の男から、ワンピースと革靴をもらってうれしくてついて行った」と話していた内容が「日本の軍服を着た男らが家にやってきて、男から何かとがったものを背中に突きつけられ船に乗せられて行った」と“軍による強制連行”を主張する内容に変更していることから信憑性がないと産経新聞により指摘されている。
- 1993年当時のイ・ヨンスの証言　1993.7「写真記録　やぶられた沈黙」1993.10「証言　強制連行された朝鮮人軍慰安婦たち」より抜粋

「1944年夏のある日、酒屋をやっていた友達(キムプンスン)のお母さんが「今のような苦しい生活をしている必要はないじゃないか。私の言うところに行けばご飯がたくさん食べられ、豊かな生活ができる」と言いました。ですが私は「嫌だ」と言って飛び出て来ました。
それから何日かたったある日の明け方、キムプンスンが私の家の窓をたたきながら「そうっと出ておいで」と小声で言いました。私は足音をしのばせてそろそろとプンスンが言う通りに出て行きました。母にも何も言わないで、そのままプンスンの後について行きました。～（中略）～行ってみると川のほとりで見かけた日本人の男の人が立っていました。その男の人は四十歳ちょっと前ぐらいに見えました。国民服に戦闘帽をかぶっていました。その人は私に包みを渡しながら、中にワンピースと革靴が入っていると言いました。～（中略）～それをもらって、幼心にどんなに嬉しかったかわかりません。もう他のことは考えもしないで即座について行くことにしました。大邱から私たちを連れて来た男が慰安所の経営者でした。」
『証言・強制連行された朝鮮人軍慰安婦たち』（韓国挺身隊問題対策協議会 明石書店 1993）での本人の証言をもとに列記する。
- 1944年秋（満16歳）貧乏な様子におばさんから働けと勧められ、「軍服みたいな服を着た男」（国民服に戦闘帽の男の日本人）に服と靴で釣られて働けるものとついて行った。大連から船に乗った。
- 1945年(17歳）新暦の正月、爆撃下の船上で強姦される。台湾の新竹に到着したが股に腫れ物ができて血がべったりついていて歩けない。嫌だと言うと慰安所の経営者に電話線のコード巻き付けられ拷問された。トシコという名で主に特攻隊の相手をした、その際に性病を移された。
- 1945年8月（17歳）朝鮮人の人が終戦だと教えてくれた、経営者はもう逃げていなかった。埠頭にある収容所に行った。麦が青い芽を出す頃（11月頃）家に帰った。
- 2002年6月26日の「しんぶん赤旗」[53]では「14歳で銃剣をつき付けられて連れてこられた」「拒むと殴られ、電気による拷問を受けて死にかけた」と証言している。
- 2004年12月4日に開催された『12･4全国同開催「消せない記憶」』では「1944年、16歳の時に「軍服みたいな服を着た男」に連行され、台湾へ。移動中の船の中で、日本の兵隊たちに繰り返し強姦される。台湾では、日本軍「慰安婦」としての生活を3年間強制された。「慰安所」では1日に何人もの兵士の相手をさせられ、抵抗すると電線のようなもので電流を流されたり、丸太で叩かれたりの暴行を受けた」と紹介されている[54]。
- 2006年10月13日、『上田知事の「従軍慰安婦」否定発言を問う県民連絡会』の集会後の記者会見では、「15歳で韓国・大邱の家から軍人に拉致され、台湾まで連れ去られ、敗戦で解放されるまでの3年間も慰安婦をさせられた」と述べた[55]。
- 2007年2月23日、日朝協会主催の「イ・ヨンスさんのお話を聞く会」で「15歳のとき、小銃で脅され、大連から、台湾に連行され新竹海軍慰安所で特攻隊員の慰安婦とされた」と証言している[56]。
- 2007年3月1日、上田清司埼玉県知事と面談後の記者会見では「16歳のとき、台湾で特高隊員に口を塞がれて連れて行かれた」と述べている[57]。
- 2007年4月27日の「asahi.com」の記事[58]では「私は15歳の時に拉致された。まわりの女性は誰も売春婦のようにはお金をもらっていなかった」と証言している。
- 2007年4月28日にハーバード大学で行った講演では「16歳の時に強制連行され、2年間日本兵の慰安婦をさせられた」「日本兵に足をメッタ切りにされ、電気による拷問を受けた」[59]と証言している。
- 2007年6月14日に開催された『旧日本軍の性暴力被害者に謝罪と賠償を求める国会前スタンディング』で「15歳の時、両親のもとから連れ去られ、台湾の特攻隊の慰安所に送られた」「台湾の慰安所で、私は殴られたり、蹴られたりしました。『言うことを聞いたら、お父さんお母さんにまた会わせてやる』と言われ、されるがままになりました。ひどいことをされ、腹膜炎になりました。」と証言した[60]。
- 2007年に放送された韓国ESBテレビ「時代の肖像」で「1944年10月、夕方に家の外に出てからわけも分からないまま台湾にある日本軍慰安所までつれて行かれた」「台湾につれて行かれる船に日本海軍300人と朝鮮娘5人が乗っており、船の上でもう純潔を失って悽惨に身を踏み躙られた。」「強要に負けて‘一日に少なくとも20人、多くは70人の日本軍’に性暴行にあって‘生理中にも日本軍を受けると’したし、要求を拒否でもすれば‘刀でぐいぐい裂く’残忍な暴力と殺しまであわなければならなかった被害者たちに自分の考えで身を売ったという意味を持つ‘慰安婦’という呼称は当然しない」と証言している[61]。
- 2011年12月13日のニューヨークの韓人有権者センターとクィーンズボローコミュニティカレッジのホロコーストセンター（ナチスのユダヤ人虐殺記念館）が設けた記念講演で「15歳の時に台湾の神風部隊に連れて行かれあらゆる拷問に遭いほとんど死ぬところだった。一緒に連れて行かれた他の女性2人は死んだ。」と証言した[62]。
- 2012年9月12日、日本軍「慰安婦」問題の解決を求める市民の会が主催した講演会で「15歳のときに、自宅で寝ていたところを日本軍によって連行されました。帰りたいと言うと「言うことをきかなければ殺す」と脅され、軍靴や棒で顔や体に暴力を受けました。各地を日本軍とともに転々とし、１７歳で父母の元に帰るも、「また捕まるのではないかと思うと、顔を上げて歩けない。誰にも話せなかった」と証言した[63]。
- 2012年9月に慰安婦関連のイベントで招聘されたときに「1944年、16歳の時に台湾の新竹にある慰安所へ。生理の時も強姦された」とプロフィールが更新された[64]。

## 主張への指摘
- 1993年、ソウル大学教授の安秉直ら「挺身隊研究会」が元慰安婦と名乗り出た女性らに聞き取り調査を行った。安は元慰安婦として名乗り出た人の中には事実を歪曲している人もいた事を記し、調査の対象となった40人のうち、19人についてはそうした事はなく証言の信頼性が高いことを以下のように書いている[65]。

「調査を検討する上で難しかったのは証言者の陳述がたびたび論理的に矛盾することであった。すでに50年前の事なので、記憶違いもあるだろうが証言したくない点を省略したり、適当に繕ったりごちゃ混ぜにしたりという事もあり、またその時代の事情が私たちの想像を越えている事もあるところから起こったことと考えられる。（略）私たちが調査を終えた19人の証言は私たちが自信をもって世の中に送り出すものである。（略）証言の論理的信憑性を裏付けるよう、証言の中で記録資料で確認できる部分はほとんど確認した。」
- 後日（2006年）に安は、「強制動員されたという一部の慰安婦経験者の証言はあるが、韓日とも客観的資料は一つもない」「無条件による強制によってそのようなことが起きたとは思えない」と述べ、日本のケースでの「自発性」を強調し、現在の韓国における私娼窟における慰安婦をなくすための研究を行うべきであり、共同調査を行った韓国挺身隊問題対策協議会は慰安婦のことを考えるより日本との喧嘩を望んでいるだけであったと非難している。

- 西岡力は『この調査で「強制」だったと証言する女性は4人だけであり、その4人のうちの2人は、日本政府を訴えた裁判の訴状で「キーセン」などとして「身売り」された』と書いている[67]。
- 秦郁彦は雑誌記事[68]で李容洙の1992年挺身隊対策協議会への証言および2007年アメリカ下院公聴会での証言から、慰安婦になった経緯は民間業者の甘言、朝鮮人による騙しによるものであり官憲による強制連行ではないとし、家出が正しいとしている。また、週刊新潮の取材に対して、「彼女が初めて元慰安婦として公の場に出たのは92年。当時は、慰安婦にされた経緯を“満16歳の秋、国民服に戦闘帽姿の日本人男性から赤いワンピースと革靴を見せられ、嬉しくなった。母親に気づかれないように家を出た”と語り、米国の公聴会でも同じことを喋っているのですが、これまで何度も来日している彼女は、今年も日本で数回、会見を開いています。で、2月には“日本兵が家に侵入してきて、首を掴まれ引きずり出された”と言い、3月には“軍人と女に刀をつきつけられ、口を塞がれ連れ出された”などと内容が変わっている。要するに、家出と強制連行と、2つの話があるわけです」「連行された時の年齢が、14、15、16歳と、実に“3種類”。時には「44年、16歳で台湾に連行され、慰安婦の生活を3年間(1944年-1947年)も強いられた」と語るのだが、それでは終戦後も慰安婦として働いていたことになってしまう。」と、その証言に疑問を示している[69]。
- 慰安婦についての研究で一橋大学大学院社会学研究科から博士号を得ている尹明淑は、元朝鮮人慰安婦43人分の証言を調査している[70]。この研究では、このケースは「詐欺誘因」となっており、自分の意志に反した誘拐になっている。
- 2004年の証言では「1944年、16歳の時に連行され、3年間強制された（日本の敗戦後まで）」だった[71]が、2007年の証言では「1944年15歳の時に連行され1945年に解放とされた」と修正申告。2004年の証言と2007年の証言が違うのではという指摘に、李自身は「私はどちらもそういう風に喋っていない、私が喋ったことが毎回違うと言う人がいるそうだが、集会で話すための持ち時間も違うし、なんにせよ私の体験全部は話せない。その時の選択で喋り方が変わった事をどうして嘘をついたというのか？」と主張した[72]。
- 2015年、米国での講演では「満16歳の時に理由も分からないまま日本軍に連行されていったのが台湾にある日本軍の神風部隊だった。そこで、日本軍兵士の部屋に入らないと言って殴られ、電気拷問まで受けた。」と証言した。[45]
- 2020年、水曜集会を批判した李容洙に対し、集会を主導してきた尹美香は反論の中で「（30年前の最初の会話では）私ではなく私の友人が…」という話だったという点に触れ、李が元慰安婦ではなかったことを示唆した。さらに「（李の）記憶はわい曲されている」「心身が衰弱した状態」と主張した[73]。

### 証言の矛盾
年齢の不一致
1928年12月13日生まれ、韓国の場合数えで年を表す。
- 1944年の夏・証言年齢16歳『やぶられた沈黙』
  - 満15歳=数え17歳

- 1943年10月・証言年齢14歳『証言 強制連行された軍慰安婦』
  - 満14歳=数え16歳

- 1944年・証言年齢数え年16歳『英文 中国日報』
  - 満15歳=数え17歳

- 1944年秋・証言年齢14歳『仏ルモンド紙』
  - 満15歳=数え17歳

連行された状況の変化
- 1993年7月 『写真記録 やぶられた沈黙』
1944年の夏、軍服みたいな服を着た日本人にワンピースと靴を貰いついて行く。
- 1993年10月『証言 強制連行された朝鮮人軍慰安婦たち』
1944年の秋、国民服を着た日本人にワンピースと靴を貰いついて行く。
  - 夏⇒秋
  - 軍服みたい⇒国民服

- 1996年8月『私たちと戦争責任』
1943年10月、女性が家に入って来て堤防まで連れて行かれ、軍服を着た男がおり先に来ていた親友に赤い風呂敷を渡され、中に靴が入っていた。
  - 1944年⇒1943年
  - 国民服の日本人⇒軍服の男
  - 女性が登場

- 2005年4月『証言集会(同志社大学開催)』
1944年、軍人と首に何か突きつけられた女性が家に来る、自分も口を塞がれ背に何かを突き付けられ連れ去られる。
  - 1943年⇒1944年
  - 屋外⇒直接家屋内へ
  - 協力した女性⇒女性も被害者
  - 靴を貰いついて行く⇒連れ去られる

- 2007年3月25日 『仏ルモンド紙』
1944年秋、当時14歳家で寝ている時女が呼んでいる声がして出ていくと、一人の日本兵が自分を捕らえ連行された。
  - 脅されていた女性⇒誘い出した女性
  - 何かを突きつけられる⇒捕まり強引に連れて行かれる

## 著書
- 『わたしは日本軍「慰安婦」だった 日本にも戦争があった 3 』李容洙・高柳美知子著、新日本出版社、2009年